# بولس السادس
بولس السادس (باللاتينية: Paolo VI)، هو بابا الكنيسة الكاثوليكية الثاني والستون بعد المائتان بين 21 يونيو 1963 و6 أغسطس 1978؛ دُعي باسم «بابا الإصلاح» و«بابا الحوار» و«بابا المصالحة» و«البابا الرحالة» و«بابا المجمع»، فأما «بابا الإصلاح»، للإصلاحات الإدارية والطقسيّة العديدة التي أدخلها مبتدئًا بالقداس الإلهي حسب الطقس اللاتيني والذي لم يكن قد عدل منذ مجمع ترنت عام 1563 مرورًا بغيرها من القضايا الطقسية البارزة التي أقرها المجمع الفاتيكاني الثاني على رأسها لغة الطقوس الدينية، إلى جانب الإصلاحات الإدارية التي شملت الكوريا الرومانية ومجمع الكرادلة إلى جانب الرهبنات وإشراك العلمانيين في إدارة الكنيسة بشكل أكبر. فضلاً عن تخفيف مظاهر العظمة والبذخ المرافقة لشخص البابا مثل التيرا واستحداث إدارات ولجان ومجامع جديدة في الفاتيكان ومأسستها. و«بابا الحوار» و«بابا المصالحة» لأنه أبدى انفتاحًا كبيرًا على غير الكاثوليك سيمّا الكنائس الأرثوذكسية الشرقية توجت برفع الحرم المتبادل منذ العام 1054 بين الكنيستين من مكان إعلانه في آيا صوفيا، وكذلك الحال مع الإنجليكان. وأما «البابا الرحالة» لأنه أول بابا يغادر الفاتيكان في رحل خارجيّة حول العالم منذ أن اعتكف البابا بيوس التاسع عام 1870، كما أنه أكثر بابا قام برحلات حتى زمنه، شملت مناسبات هامة كإلقاء أول خطاب لبابا الكنيسة الكاثوليكية أمام الجمعية العامة للأمم المتحدة. ويعرف باسم «بابا المجمع» نسبة إلى المجمع الفاتيكاني الثاني الذي أكمل دوراته الثانية والثالثة والرابعة وختم أعماله وأصدرها بدساتير ووثائق، في 8 ديسمبر 1965، وأشرف على تطبيق مقرراته.

## حياته

### النشأة
ولد بولس السادس باسم جيوفاني باتيستا مونتيني في ولاية لومبارديا الإيطاليّة عام 1897، والده هو المحامي جورجيو مونتيني ويعمل أيضًا كصحفي ومدير العمل الكاثوليكي وعضو في البرلمان الإيطالي، وكانت والدته غيوديتا من العائلات الريفية النبيلة في إيطاليا. وله شقيقان، فرانشيسكو والذي أصبح طبيبًا ولودفيكو الذي أصبح محاميًا وسياسيًا. درس جيوفاني في أسيزي ضمن مدرسة يديرها اليسوعيون، وفي عام 1916 حصل على شهادة الدبلوم، وانخرط في الدراسة اللاهوتية ليغدو كاهنًا في 29 مايو 1920، وفي العام نفسه ختم دراسته في ميلانو مع دكتوراه في الحق الكنسي العام.
بعد عامين من خدمة الرعايا تم تعيينه سفيرًا بابويًا في بولندا عام 1923؛ ورأى البابا أن البلاد ترزح على الغلو في النزعة القوميّة، حتى أنهم «يعاملون الأجانب كأعداء، سيّما مع الدول المجاورة التي تملك حدودًا مع بولندا»، وعندما تمّ استدعاءه إلى روما قال أنه سعيد للعودة إلى إيطاليا «والتي كانت مفيدة وإن لم تكن سعيدة دومًا»، وبعد انتخابه كحبر أعظم أراد البابا زيارة بولندا لكن الحكومة الشيوعية فيها، رفضت السماح له بالزيارة، غير أنها لم تستطع أن تنكر الحق على خليفته يوحنا بولس الثاني وهو بولندي الأصل.

### العمل الإداري في الفاتيكان
قام البابا بيوس الحادي عشر بالطلب من مونتيني تدريس مادة التاريخ في الأكاديمية البابوية للديبلوماسيين كما عهد إليه وظائف إداريّة مختلفة في الكوريا الرومانيّة عام 1931. وفي عام 1937 تم تعيينه مساعدًا لأمين سر دولة الفاتيكان خلال حبرية البابا بيوس الحادي عشر؛ وعند وفاة هذا البابا وانتخاب بيوس الثاني عشر والذي كان أصلاً أمين سر دولة الفاتيكان عام 1939 غدا بولس السادس من أقرب مساعديه في الشؤون الإدارية، وكان يلتقي البابا كل يوم صباحًا حتى عام 1954، وهو ما أدى إلى تطوير علاقة وثيقة نوعًا ما مع البابا. وطوال سني الحرب العالمية الثانية كان مونتيني من أهم الشخصيات في وزارة الخارجية وأمانة سر الدولة الفاتيكانيّة، وأغلب المراسلات أو من توّجه إليهم التصريحات والرسائل البابويّة تصدر بإشرافه، وذلك بحكم كونه المسؤول عن رعاية «الشؤون العاديّة» أي الغير مسيحية في أمانة سر الدولة؛ وأشرف على إنشاء المكتب البابوي لشؤون أسرى الحرب واللاجئين، وقد تلقى هذا المكتب بين عامي 1939 و1947 نحو عشرة ملايين طلب من المعلومات، ونحو أحد مليون طلب عن مفقودين. كان مونتيني معارضًا للحكم الفاشي وانتقد موسوليني عدّة مرات علنًا، ورغم توجيه الحكومة الإيطالية وبصفة رسميّة طلبات للفاتيكان بوقف التصريح ضد الدولة الإيطالية وانتقاداها تنفيذًا لاتفاقية لاتران فإنّ الفاتيكان دافع دومًا عن تصريحات المونسينيور مونتيني. في عام 1944 غدا مونتيني إلى جانب تارديني كلاهما في رئاسة وزارة الخارجية الفاتيكانيّة. خلال سنوات الحرب، فتح البابا بناءً على طلب مونتيني، المقر البابوي الصيفي في كاستل غاندولفو كمقر لإقامة اللاجئين، كما فتح مراكز وكنائس أخرى بتوجيه ودعم من البابويّة، وشمل ذلك أيضًا تقديم الطعام والمأوى وغيرها من المساعدات الماديّة. كما شارك مونتيني في إعادة تنظيم الكنيسة المتنقلة والكهنة المكلفين لقاء وتوفير الحماية لمئات من جنود الحلفاء والناجين من معسكرات الموت والاعتقال واليهود، وساهم عن طريق البابويّة، في تحرير روما وإسقاط النظام الفاشي فيها.

### رئيس أساقفة ميلانو
بعد وفاة الكاردينال شوستر في عام 1954 عين البابا بيوس الثاني عشر مونتيني رئيسًا لأساقفة ميلانو والتي جعلت منه تلقائيًا رئيس المؤتمر القرباني الوطني الإيطالي؛ ويقول مونتيني أن عينيه قد دمعت كما عيني البابا عند الفراق سيمّا أن أبرشية ميلانو في الشمال الإيطالي ومع أكثر من ألف كنيسة وألفين وخمسمائة كاهن تعتبر من أكبر الأبرشيات الإيطالية الكاثوليكية. خلال رتبة السيامة الأسقفية في كاتدرائية القديس بطرس قام الكاردينال أوجين عميد مجمع الكرادلة برئاستها لأن البابا كان قد اضطر للبقاء في السرير بسبب مرضه الشديد، بيد أنه ألقى عظة حول جيوفاني باتيستا مونتيني من سرير المرض عبر الراديو، لكثير من المحتشدين في الكاتدرائية والعالم يوم 12 ديسمبر 1954. وفي 6 يناير 1955 تولى مونتيني رسميًا مهام رئاسة أساقفة ميلانو.
أظهر مونتيني خلال رئاسته أسقفية ميلانو اهتمامًا بظروف العمل والقضايا العماليّة واتصل شخصيًا بالنقابات والجمعيات وألقى العديد من الخطب ذات الصلة، واعتقد بأن الكنائس أكبر المؤسسات الغير نفعية في المجتمع الحديث والمكان الأكثر راحة وملائمة للعناصر الروحية اللازمة، ودشن خلال فترة رئاسته أسقفية ميلانو أكثر من مائة مبنى جديد لخدمة الكنيسة والتأمل، وانطلاقًا من رئاسة أسقفية ميلانو أخذ النقاد يعتبرون مونتيني ضمن الجانب الليبرالي في الكنيسة. فضلاً عن ذلك استخدم مونتيني طرقًا حديثة في الإدارية الرعويّة، فأكد على أهمية الإصلاح الطقسي كما أرساه البابا بيوس الثاني عشر على المستوى المحلي، واستخدم الإعلام من خلال وضع ملصقات ضخمة في شوارع المدينة خلال لقاءاته الدوريّة مع السكان عام 1957، وبحسب بعض الإحصاءات فإن البابا قد خطب نحو 7000 خطاب خلال توليه رئاسة أساقفة ميلانو ليس فقط من الكنيسة بل من المصانع وقاعات الاجتماع والمنازل والمدارسو المكاتب والثكنات العسكرية والمستشفيات والفنادق وغيرها من الأماكن حيث يجتمع الناس. كان هدفه من ذلك، تقريب الكنيسة إلى العالم المادي الملموس.
في العام 1957 ترأس مونتيني بتكليف من البابا بيوس الثاني عشر، الاجتماع الثاني لمنظمة العمل الكاثوليكي والتي تضم علمانيين كاثوليك من 58 دولة و42 منظمة وطنية، كان قد شكلها البابا بيوس الثاني عشر في عام 1951، وكانت تلك فرصة لمونتيني لكي يعبّر بوضوع عن رؤيته الخاصة للحوار المسكوني والانفتاح على العالم الحديث.

### كاردينالاً
عند وفاة البابا بيوس الثاني عشر عام 1958 لم يكن مونتيني قد حصل على لقب كاردينال ولذلك لم يشترك في المجمع المغلق الذي أفضى لانتخاب يوحنا الثالث والعشرون حبرًا أعظم. في 17 نوفمبر 1958 أي أقل من ثلاثة أسابيع على انتخاب البابا الجديد، أعلن البابا منح لقب كاردينال لأساقفة جدد وكان اسم مونتيني يتصدر القائمة. وفي 15 ديسمبر 1958 غدا مونتيني رسميًا كاريدنالاً في الكنيسة الجامعة. خلال تلك الفترة، زار مونتيني عددًا وافرًا من الدول باسم الكنيسة، كان منها أفريقيا عام 1962 حين زار غانا والسودان وكينيا والكونغو وجنوب أفريقيا ونيجيريا، كما زار كلاً من البرازيل والولايات المتحدة عام 1960.
عندما أعلن البابا يوحنا الثالث والعشرون الدعوة لعقد المجمع الفاتيكاني الثاني عين الكاردينال مونتيني ضمن اللجنة المركزية للتحضير عام 1961، وطلب منه البابا الانتقال والسكن في الفاتيكان. وكان خلال فترة انعقاد المجمع عضوًا في لجنة الشؤون الفوق عاديّة لكنها لم تشارك كثيرًا في النقاشات حول مختلف القضايا، وكان مستشاره المونسينيور جيوفاني كولومبو أبرز مساعديه خلال المجمع وهو من سيخلفه على كرسي ميلانو.

## بابويته

### المجمع الفاتيكاني الثاني

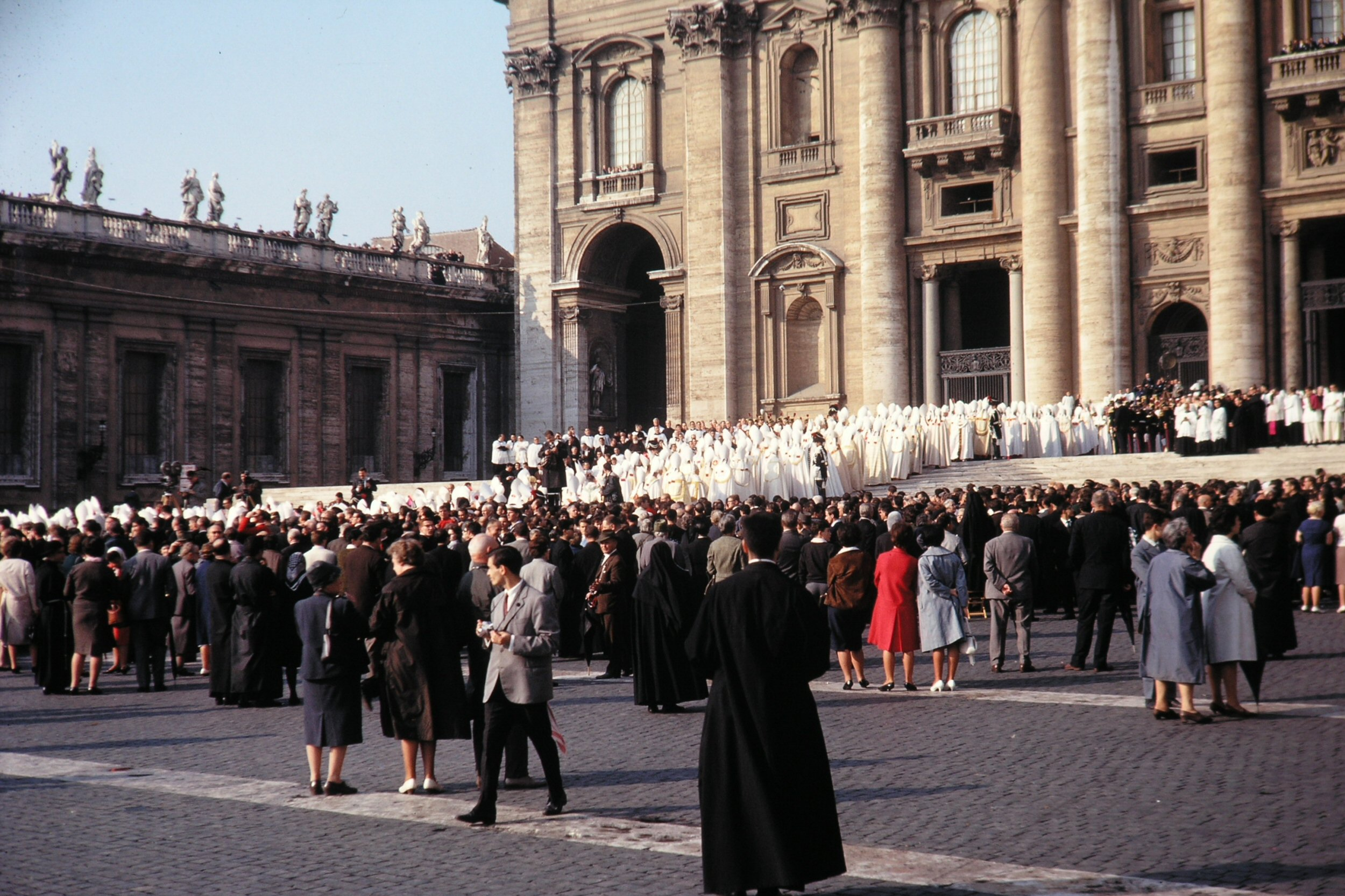
افتتاح الدورة الثانية من أعمال المجمع الفاتيكاني الثاني.

في عام 1959 دعا البابا يوحنا الثالث والعشرون لعقد مجمع مسكوني جديد في الفاتيكان وكان آخر مجمع مسكوني قد عقد عام 1870 ودعي المجمع الفاتيكاني الأول. بعد ثلاث سنوات من التحضير، افتتح البابا الدورة الأولى من المجمع والتي ختمت أعمالها أواخر 1962 بعد أن أصدر دستوره الأول. في 29 سبتمبر 1963 افتتح البابا الدورة الثانية من المجمع وحدد أولياته بأربع أوليات:
- إصلاح الكنيسة الإداري والطقسي.
- فهم أفضل لعقائد الكنيسة الكاثوليكية.
- السعي لوحدة المسيحيين.
- الحوار مع العالم.

طلب البابا من آباء المجمع، الابتعاد عن تكرار أو إنشاء تعريفات جديدة معقدة ومتعصبّة للدين وطلب استعمال كلمات بسيطة حول كيف ترى الكنيسة نفسها، كما أعرب عن شكره لممثلي الطوائف المسيحية الأخرى لحضورهم، وذكر أيضًا أن العديد من أساقفة الشرق لم يتمكنوا من الحضور لأن الحكومات الشيوعية لم تسمح لهم بالمشاركة. في ختام الدورة الثانية أعلن البابا للمجمع أنه سيقوم بزيارة «الأراضي المقدسة» والتي لم يقم أحد من أسلافه بزيارته منذ القديس بطرس.
في 14 سبتمبر 1964 افتتحت الدورة الثالثة من المجمع، والتي وجد عدد من الآباء واللاهوتيين أن الوثيقة التي أصدرتها تعتبر أهم وثيقة خرجت من المجمع وهي دستور نور الأمم، ناقشت خلال البنية التنظيمية للكنيسة وعلاقة الأساقفة بالبابا وخلصوا إلى إقرار الحرية الدينية، وانتهت بإعلان «مريم أم الكنيسة» استنادًا إلى القديس أمبروسيوس في 21 نوفمبر 1964. أغلب الإصلاحات التنظيمية في الكوريا الرومانية بالإضافة إلى إعادة النظر ي القانون الكنسي والقانون الناظم للوائح الزيجات المختلطة وقضايا تحديد النسل صدرت عن البابا خلال الفترة الممتدة بين ختام الدورة الثالثة من المجمع وافتتاح الدورة الرابعة، التي كانت بمثابة الدورة الختاميّة، وختم بولس السادس أعمال المجمع في 8 ديسمبر 1965 وهو عيد الحبل بلا دنس في الكنيسة الكاثوليكية.

### التعليم

#### التعليم اللاهوتي
| بولس السادس    | إن قلنا "أبانا" مدركين ما يعنيه هذا، فإننا نفهم الإيمان المسيحي. | بولس السادس |
| — بولس السادس. |                                                                  |             |

في 6 أغسطس 1964 أصدر البابا بولس السادس أولى رسائله العامة المعنونة «كنيسة المسيح» والذي حدد بها الخطوات التي سيسعى خلالها لترسيخ التعاون مع الكنائس غير الكاثوليكية سعيًا إلى إعادة الوحدة، كما عرض فيها ملخصًا عن العقيدة الكاثوليكية. وقد جاءت الرسالة في أعقاب زيارته إلى القدس مطلع ذلك العام ولقاءه فيها لفيفًا من قادة الكنيسة الأرثوذكسية فيها. وفي 3 سبتمبر 1965 أصدر البابا رسالته الثانية «سر الإيمان» والتي تحوي بدورها التعليم العقائدي لحبريته، أما رسالته الثالثة والبارزة فهي «ترقي الشعوب» التي صدرت في 26 مارس 1967 وشكلت التعليم الاجتماعي لحبريته وألحقها في 24 يونيو برسالة عامة أخرى هي «العزوبة الكهنوتية» دافع فيها عن جواز قبول الكهنة أو الراغبين في الانخراط في سلك الكهنوت بالزواج. أما خامس رسائله فقد أصدرها في 1 يوليو 1968 بعنوان «الحياة البشرية». هذه الرسائل العامة التي ناقشت الجوانب اللاهوتية والاجتماعية، يمكن تلخيص الجانب اللاهوتي منها بتصريح البابا نفسه في 25 أبريل 1968: «إن في الحياة الكاثوليكية أمورًا عديدة يمكن إصلاحها، وتعاليم يمكن التعمق فيها وإكمالها وعرضها في لغة أقرب إلى الأذهان، وقواعد عدة يمكن تبسيطها لتلائم زماننا، لكن ثمة أمرين أساسيين لا يجوز أن يصبحا موضوع جدل في الكنيسة، وهما الحقائق الإيمانيّة والشرائع التأسيسيّة في الكنيسة».
فرغم كونه من التيار الإصلاحي، إلا أنّ البابا فيما يخصّ القضايا الإيمانيّة كعقائد الكنيسة وسلطة تفسير الكتاب المقدس وبتولية الكهنة وموقف الكنيسة من موانع الحمل ظلت على حالها، فضلاً عن إعادة تفسير سر القربان الأقدس بضوء مقررات المجمع التريندي حول الجوهر والشكل المستمدة من مبادئ فلسفة أرسطو؛ ما عرضه لنقد التقدميين في الكنيسة، على العكس من ذلك دعا البابا إلى «التعبير عن حقائق الإيمان، بلغة قريبة من لغة أبناء عصرنا وفهمهم».

#### التعليم الاجتماعي
أما على صعيد العمل الاجتماعي، فقد أدرك البابا دور الإعلام في العالم الحديث، وكان المجمع الفاتيكاني الثاني قد سمح بنقل الطقوس المسيحية عبر التلفزة والإذاعات، فأكمل البابا ذلك الطريق مؤسسًا مجلس الإعلام الكاثوليكي وأرفقه بالاحتفال بيوم خاص للإعلام بدءًا من مايو 1964، وتشجيع الأبرشيات ومجالس الكنائس المسيحية على إنشاء وتفعيل مجالس محليّة مشابهة للإعلام. كذلك، فإن البابا قد أنشأ مكتب التنسيق بين المؤسسات البابوية المسؤولة عن الإغاثة وسعيًا إلى فعالية عملها أسس ودعم بشكل كبير كاريتاس أو «المنظمة العالمية الكاثوليكية للإغاثة» وذلك بوثيقة رسميّة صادرة عنه في 16 مايو 1974.
انتقد البابا الاشتراكية التي «تنزع الملكية الفرديّة محولة بذلك الإنسان من قيمة بحد ذاته، إلى رقم وجزء من آلة الإنتاج»، وانتقد أيضًا «الرأسمالية السافرة» التي «ترى في الربح فقط العلّة الجوهريّة للتقدم الاقتصادي، وفي المضاربة السنّة العليا في الاقتصاد، وفي الملكية الخاصة حقًا مطلقًا لا يحده حد». فهو دعا، إلى نظام رأسمالي لكنه يدعم حقوق الفقراء ومتوسطي الدخل ويدعو إلى تنمية معيشتهم عن طريق تحسين ظروف العمل ووضع حد أدنى لائق للأجر. وقال البابا، أن ثلاثة عناصر يجب أن تمنح لكل مجتمع هي الرفاهيّة الماديّة والتقدّم العلمي والثقافي والاستقلال السياسي والإداري، ورأى أن «الدول التي تحوز استقلالها حديثًا تبقى مستعمرة اقتصاديًا لأن الدول المستعمرة وإن فرضت انتدابها بقصد تنمية الشعوب المنتدبة إلا أنها في غالب الأحيان لم تراع سوى مصلحتها وسيادتها وعظمتها». وقال إن الفقر، هو من يولد خطر الانزلاق نحو «تصادم بين الحضارات التالدة، ومستحدثات التقدم الصناعي» ويقود أيضًا إلى «خطر الانزلاق في عقائد استبدادية وانتظارات مثقلة بالوعود غير أنها مبنية على أوهام».
ويذّكر البابا المسيحيين: «فإلى جانب بناء الكنائس، قد بنوا المستشفيات والمآوي وشيدوا المدارس والجامعات وكانوا في مناطق كثيرة من الروّاد، في ميدان التقدّم المادي والنهضة الثقافية» داعيًا المسيحيين التوّجه نحو بلدان العالم الثالث التي تعيش في «حالة من البؤس» ومساعدتها على الارتقاء إلى مستوى لائق بالكرامة الإنسانيّة. وعلى خلاف الرأي التقليدي السائد منذ أيام القديس توما الإكويني والذي حصر أسباب ثورة الشعب على حاكمه بأربع أسباب، وقد شجع البابا الشعوب الثورة في البلدان التي تعيش في «حالة من طغيان متمادي، يسيء إلى حقوق الشخص الأساسية إساءة خطيرة».

### الإصلاحات

#### الإصلاحات الإدارية
بعد ختام المجمع الفاتيكاني الثاني اتجه بولس السادس نحو إصلاح البنية الداخلية للفاتيكان والكوريا الرومانية، التي نشأت بدءًا من القرن السادس عشر بخطوات تراكمية غير منتظمة، فيرجع له تحديثها وتنميطها لتلائم العصر الحديث. حوّل بولس السادس على سبيل المثال «المكتب المقدس لمحكمة التفتيش» إلى «مجمع العقيدة والإيمان» وجعل صلاحيات رئيس الوزراء وأمين سر الدولة أكثر وضوحًا وعدد ولاياتهم بخمس سنوات قابلة للتمديد، وأعاد تنظيم المكاتب التابعة لها والهيئات التي تشرف عليها، بموجب رسالته العامة التي أصدرها في 15 أغسطس 1967، ومن الإصلاحات الإدارية الهامة أيضًا تأسيس «اللجنة اللاهوتية الدوليّة» المؤلفة من نخبة علماء اللاهوت الكاثوليك لإبداء الرأي في مختلف القضايا اللاهوتية المطروحة فهي بمثابة «مجلس شورى» للبابا فضلاً عن تجديد القانون الكنسي العام بلجنة خاصة ولجنة أخرى لتجديد الشرع الكنسي الشرقي.
كما أسس البابا الأمانات العامة الخاصة بالحوار وإدارة العلاقات مع غير الكاثوليك وغير المسيحيين وغير المؤمنين في العالم بهدف «تشجيع الخيور المشتركة للبشرية»، وأنشأ عام 1969 تطبيقًا لإصلاحات المجمع أيضًا «سينودس الأساقفة» تكريسًا للسلطة الجماعيّة في الكنيسة وشجع على إنشاء «مجالس أسقفية» على مستوى البلدان تفعيلاً لدور الكنيسة المحليّة. كذلك فإن أغلب اللجان الحبريّة قد تأسست في عهده وأكمل على الخصوص خلفه يوحنا بولس الثاني ما بدأه من إصلاح للكوريا الرومانية.
خطا البابا أيضًا تجا تدويل الدوائر الفاتيكانية كأمانة سر البابا ورئاسة وزراء الفاتيكان، فبعد أن كانت تقتصر فقط أغلب الأحيان على أقرباء البابا أو إيطاليين في أحسن الظروف، عزز البابا بولس السادس ما كان سلفه يوحنا الثالث والعشرون قد بدأه بتعيين غير الإيطاليين والأوروبيين في مناصب هامة داخل إدارة الفاتيكان. وعمد إلى زيادة عدد أعضاء مجمع الكرادلة المولج انتخاب البابا شاملاً التثميل مناطق العالم الجديد، وبذلك أخذت تتآكل تدريجيًا في عهده النظرة التقليدية إلى أن البابا بوصفه «أسقف روما» يجب أن تكون بطانته ومقربيه من روما أو إيطاليا، لتحلّ محلها النظرة متعددة الجنسيات. ألغى البابا أيضًا القسم المسلّح من الحرس السويسري وخفض عدده مكتفيًا بقوّة رمزيّة مسلحة تسليحًا خفيفًا لا أسلحة ثقيلة بها. وأدخل تقاليد جديدة كان منها «أحاديث الأربعاء» حيث يلقي في القاعة التي حملت اسمه عظات على وفود من الكاثوليك من مختلف أنحاء العالم ويناقش مواضيع اجتماعية ولاهوتيّة وهذا التقليد قد درج عليه جميع أسلافه حتى الآن وإن كان قد نقل إلى ساحة القديس بطرس.

#### الإصلاحات الطقسية

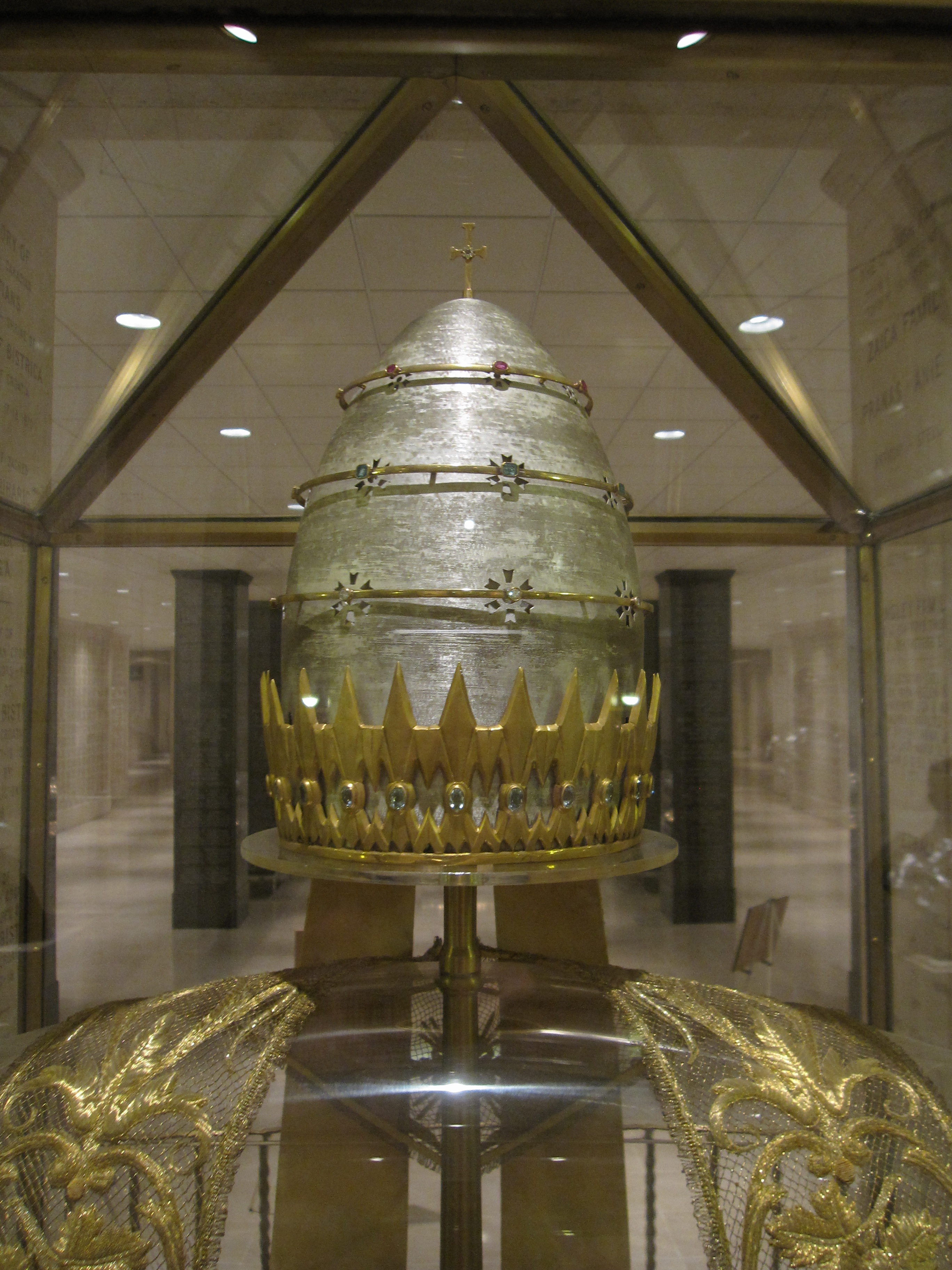
"التيرا" أو التاج المثلث الطبقات، وقد ألغاه بولس السادس وباعه وقدّم ثمنه لفقراء ميلانو وهو حاليًا من محفوظات أحد متاحف واشنطن.

تعتبر الإصلاحات الطقسية التي قام بها البابا بولس السادس هي الأهم في تاريخ الكنيسة الكاثوليكية الحديث، إذ إن الطقوس لم تكن قد مُسّت أو عدلت منذ مجمع ترنت في القرن السادس عشر. وعمومًا، فإن تعديل الطقوس الدينية يأتي ليتلائم مع متطلبات العصر الحديث وأشكال الحضارة الحديثة، وكان المجمع الفاتيكاني الثاني قد دعا صراحة إلى إعادة النظر بجملة الطقوس، وهو ما تمخض عنه إجراء مراجعة شاملة لها، وعلى رأسها القداس الإلهي الذي بات يعرف باسم «قداس البابا بولس السادس». قامت اللجنة المنوط بها مراجعة الطقوس وتجديدها والتي عينها هو بنفسه واستمرّ عملها لسنوات، بمراجعة مختلف الرتب الدينية وإعادة تنسيق هيكلها العالم وضبط نصوصها وتحديث لغتها وتحديد الحركات الطقسيّة وللهدف عينه شكل «اللجنة الكتابية» التي تمثلت مهامها بترجمة دقيقة وحديثة وبلغة أقرب للعامة للنصوص الكتابيّة المستعملة في الطقوس فضلاً عن الكتاب المقدس.
ولعلّ أبرز تعديلين في البنية هما جهة المُحتفل في القداس، إذ كان يقف مع الشعب نحو الشرق فغدا يقف في الشرق ووجهه للشعب في ذلك «مفهوم أصح لكون القداس هو وليمة العشاء السري»، والثاني هو اللغة المستعملة في الطقوس، إذ كانت تقتصر على اللغة اللاتينية، وهذه اللغة لم تعد مفهومة في القرن العشرين بين شعوب أوروبا، سوى ذلك فإن الكاهن كان يتمم جزءًا كبيرًا من القداس دون أن يسمع المشاركين به، فجاءت إصلاحات بولس السادس المستقاة في المجمع الفاتيكاني الثاني، لتقوم بالسماح لكل مطران أبرشية المصادقة على كتاب القداس اللاتيني بلغته الخاصة المنتشرة في الأبرشية، وسمحت التنظيمات الجديدة أيضًا بمزيد من المشاركة للمشتركين في القداس من ناحية تبادل الصلوات أو الترانيم أو سواها. هذه الإصلاحات قد دفعت بعض الجماعات الأكثر محافظة أمثل رهبنة القديس بيوس العاشر إلى الانشقاق عن الكنيسة الكاثوليكية محبذة استخدام اللغة اللاتينية وتوجه المحتفل نحو الشرق.
أعاد البابا أيضًا ضمن الإصلاحات الطقسية، تنظيم ملابس الكهنة وخفف بشكل كبير العلامات الزخرفات وغيرها من مظاهر الترف التي عادة ما ترافق بنوع خاص شهص البابا، فكان من بين ما ألغاه «المحمل البابوي» الذي يجلس عليه البابا خلال تجواله داخل كاتدرائية القديس بطرس أو الساحة، وألغى أيضًا التييرا وهو التاج المذهب الثلاثي الطبقات والتي شاع خلال القرون الوسطى للدلالة على السلطة، واستبدله بتاج أسقف عادي، بعد أن باعه ووزع ثمنه على فقراء ميلانو.

### العلاقات الخارجية
دافع البابا في رسائله وتصريحاته عن السلام العالمي، وبحسب الأمين العام السابق للأمم المتحدة كورت فالدهايم فإن «تعليم بولس السادس منارة تضيء طريق السلام»، وقد استحدث الباب يومًا خاصًا للسلام في الكنيسة الكاثوليكية يوافق 1 يناير سنويًا. دعا البابا إلى الحد من التسلّح وتحويل الأموال المنفقة على السلاح إلى تنمية دول العالم الثالث وإلى الالتزام بشرعة الأمم المتحدة للحفاظ على السلام والمعاهدات الدولية وسواها. وفيما يخصّ الصراع العربي الإسرائيلي فإن بولس السادس رفض الاعتراف الصريح أو الضمني بإسرائيل ما لم يتم إقرار مبني على العدل واحترام حقوق الفلسطينيين وحرمة القدس والناصرة وبيت لحم، إلى جانب تأسيسه منظمة خاصة لإغاثة الشعب الفلسطيني وتأسيس جامعة عربية في بيت لحم، وحظر بيع أي عقار له صفة الوقف في الأراضي الفلسطينية والإسرائيلية «حفاظًا على العنصر العربي المسيحي».
كما يعتبر البابا متابعًا لخط سلفه يوحنا الثالث والعشرون في الاتصال بالحكومات والأنظمة الشيوعية واستقبل للمرة الأولى عددًا وافرًا من كبار مسؤولي هذه الدول، وذلك على قاعدة بين «الرؤية النظرية والإنسان التي يعتنقها»، وفي عهده تبادلت الفاتيكان عددًا وافرًا من البعثات الدبلوماسية والسفارات وجرى الاتصال الأول مع المملكة العربية السعودية في 5 يونيو 1972.

### الرحلات الخارجيّة

الرحلات الخارجية التي قام بها بولس السادس خلال حبريته. (الخارطة لا تظهر الأردن)

بعد توحيد إيطاليا عام 1870 وانهيار الدولة البابوية اعتكف البابا بيوس التاسع في القصر الرسولي ودعا نفسه «سجين روما» رافضًا مغادرة الفاتيكان حتى إلى روما المجاورة. وسار خلفاؤه على هذا النهج، حتى مع خل الخلاف والتوصل لاتفاقية لاتران مع الدولة الإيطالية أيام البابا بيوس الحادي عشر فقد حوّل البابوات المتعاقبون التزامهم الفاتيكان إلى ما يشبه العرف والتقليد السائد. عندما انتخب البابا يوحنا الثالث والعشرون عام 1958 كان أول حبر أعظم يغادر الفاتيكان نحو روما منذ ثمانية عقود، وأراد أن يلغي العرف السائد مع ختام المجمع الفاتيكاني الثاني لكنه توفي قبل أن يحقق غرضه تاركًا المهمة لخلفه بولس السادس.
في 4 ديسمبر 1963 وبعد ختام الدورة الثانية للمجمع الفاتيكاني الثان أعلن البابا أن سيقوم بزيارة «الأراضي المقدسة» بين 4 يناير و6 يناير 1964. توّجه البابا إلى عمان حيث التقى الملك حسين ومنها انتقل برًا إلى القدس التي كانت حينذاك بشطرها الشرقي خاضعة للسيادة الأردنيّة، فزار كنيسة القيامة وجبل الزيتون وعليّة العشاء الأخير وغيرها من الأماكن المقدسة في المسيحيّة فضلاً عن لقاء بطريرك الروم الأرثوذكس في المدينة. في اليوم التالي توّجه البابا إلى داخل إسرائيل وبعد اللقاءات الرسميّة زار الناصرة وبحيرة طبرية ثم قفل عائدًا إلى القدس حيث التقى أثيناغوراس بطريرك القسطنطينية المسكوني وفي اليوم الثالث والأخير توجه إلى بيت لحم وزار كنيسة المهد.
في ختام ذلك العام، في 2 ديسمبر 1964 توّجه البابا إلى بومباي في الهند ليلتقي كما قال «وجهًا لوجه مع فقراء العالم الثالث» وليترأس المؤتمر القرباني الدولي الذي عقد في المدينة، وخلال توجهه إلى الهند قبل البابا دعوة لبنان الهبوط على أرضه، ومن شرفة مطار بيروت الدولي ألقى التحيّة وخطابًا إلى اللبنانيين. في 3 أكتوبر 1965 كانت ثالث الرحلات الخارجية للبابا بناءً على طلب الأمم المتحدة لإلقاء أمام الجمعيّة العام فكانت تلك أول كلمة لحبر أعظم أمام الأمام المتحدة، ودعا فيها قادة دول العالم «ليسعوا متضافرين في إحلال السلام العالمي». في 13 مايو 1967 ولمناسبة الذكرى الخمسين «لظهورات فاطمة» حيث تعتقد الكنيسة الكاثوليكية بظهور العذراء في مدينة فاطمة البرتغالية، وتوّجه البابا نحو البرتغال وترأس القداس الإلهي في البلدة والتي حضر فيه مليوني شخص من مختلف أنحاء البرتغال والعالم. في 25 يوليو 1967 توجه البابا إلى تركيا حيث تم اللقاء الثاني مع البطريرك أثيناغوراس تتميمًا لمراسيم رفع الحرم المتبادل بين الكنيستين منذ 1054.
بين 22 أغسطس و25 أغسطس 1968 زار البابا كولومبيا لتكون أول زيارة لحبر أعظم نحو قارة أمريكا الجنوبية التي كانت تتمخض عن ثورات وانقلابات عسكرية عديدة. وفي 10 يونيو 1969 زار البابا جنيف وشارك في اليوبيل الذهبي لتأسيس منظمة العمل الدولية كما اشترك في مؤتمر مجلس الكنائس العالمي ذي الصبغة البروتستانتيّة. وبين 31 يوليو 2 أغسطس 1969 زار البابا أوغندا أما آخر رحلاته وأطولها تمت بين 26 نوفمبر و5 ديسمبر 1970، وشملت جولة في آسيا زار خلالها إيران وبنغلاديش وسريلانكا وباكستان وأندونيسيا وأستراليا وهونغ كونغ والفيليبين، وكان لها الكثير من ردود الفعل الإيجابيّة سيّما أن جميع الدول التي شملتها الزيارة عدا الفيليبين لا تعتبر دولاً كاثوليكية. يذكر أيضًا، أن البابا زار روما وصقلية وأودين في إيطاليا كلاً على حدا، خلال ترؤسه المؤتمر القرباني الوطني الإيطالي، كما زار فرنسا زيارة قصيرة خلال زيارة البرتغال.

### وحدة المسيحيين

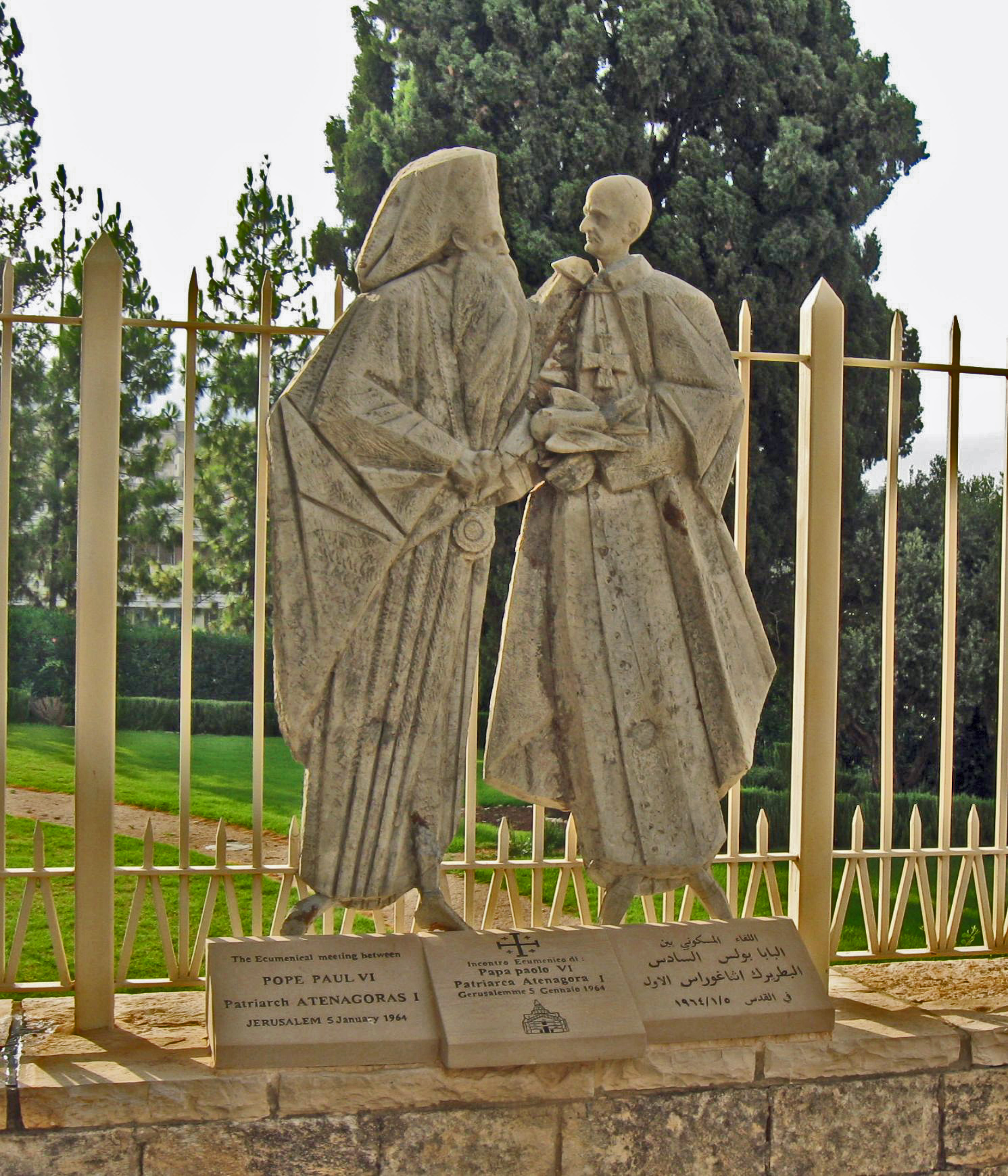
نصب تذكاري للقاء بين البابا بولس السادس والبطريرك أثيناغوراس في الناصرة.

كان البابا قد تطرق ومنذ عظته الأولى بعد انتخابه، أنه سيقوم «بخدمة المحبة» وأنه يضع «الحوار المسكوني» و«المصالحة بين المسيحيين» على رأس أولوياته. في عام 1964 حصل في القدس اللقاء الأول بين البابا وبطريركي القدس والقسطنطينية الأرثوذكسيات وكان ذلك أول لقاء بين قادة الكنيستين منذ أربعة قرون. وفي عام 1965 تم رفع الحرم الديني المتبادل بين روما والقسطنطينية وهو ما تبعه خطوات بارزة مشابهة في رفع الحرم بين مختلف الكنائس، وفي عام 1967 زار البابا مقر بطريركية إسطنبول في الفنار وكذلك في العالم نفسه قام البطريرك أثيناغوراس بزيارة الفاتيكان. ولعلّ تأسيس أمانة سر خاصة في الكوريا الرومانية تعنى بشؤون غير الكاثوليك وتشكيل اللجنة اللاهوتية للحوار بين الأرثوذكس والكاثوليك أحد أبرز نشاطات البابا في هذا الصدد. وقد أفضت هذه النقاشات إلى نتائج حاسمة، مثل قبول أوليّة كرسي روما في الكنيسة الأرثوذكسية كما كان معمولاً به قبل الانشقاق العظيم عام 1054، ولكن الخلاف مكث حول سلطة وأولية كرسي بطرس. كما حلت اللجان المذكورة الخلاف مع الكنائس الأرثوذكسية المشرقية المتعلق مجمع خلقيدونية عام 1988 وتم طي صفحته.
بين منتصف 1963 وحتى آخر 1970 تبادل البابا وبطريركية القسطنطينية أكثر من 250 رسالة جمعت في كتاب «سِفر المحبّة» ونشرت على العموم، تظهر بها مقدار التقارب بين الكنيستين وقواسمهما المشتركة، على سبيل المثال يدعو البطريرك أثيناغوراس البابا «الأخ البكر» ويتحدث عن «قبلة روما لأختها الصغرى، روما الجديدة» أي إسطنبول. هناك عدد آخر من المواقف الإيجابية في سبيل وحدة المسيحيين طبعت تلك المرحلة، على سبيل المثال أعادة البابا أجزاءً من هامة القديس أندراوس إلى بتراس في اليونان في سبتمبر 1964 وقام أيضًا بإعادة أجزاء من رفات القديس مرقس إلى الإسكندرية من البندقية عام 1968 كما التقى بابا الكنيسة المصرية شنودة الثالث عام 1973.
ذات الأمر حصل من خلال رعاية الحوار مع الكنيسة اللوثرية والكنيسة الأنجليكانية والتي وصفها البابا بأنها «الشقيقة الصغرى»، وخلال استقباله الدكتور رامسي رئيس أساقفة كانتربري في ربيع 1966 في كنيسة القديس بولس خارج الأسوار في روما، دعاه إلى أن يباركا الشعب معاً كما ألبسه الخاتم الأسقفي الخاص به، كما زار البابا المجلس العالمي للكنائس ذو الطابع البروتستانتي، علمًا أنه خلال فترة نشاط اللجان الكاثوليكية اللوثرية للحوار فإن عددًا متزايدًا من لاهوتي اللوثرية قبلوا بمبدأ البابوية أمثال روجيه شوتزر وليند بيك وسواهم فضلاً عن وثيقة البندقية الرسمية الموقعة عام 1976 والتي أزاحت قسطًا وافرًا من نقاط الخلاف وعلى رأسها العصمة البابوية.

### مع الإسلام واليهودية
في 28 أكتوبر 1965 أذاع البابا وثيقة المجمع الفاتيكاني الثاني بعنوان «في علاقات الكنيسة مع الديانات غير المسيحية» وتطرقت إلى الإسلام واعتبرت الأكثر إيجابية وانفتاحًا في تاريخ علاقات الكنيسة الكاثوليكية مع الإسلام. قالت الوثيقة «إن الكنيسة تنظر بعين التقدير للمسلمين الذين يعبدون الإله الواحد الحي القيوم الرحمن القدير الذي خلق السماء والأرض وكلّم الناس بالأنبياء، ويسعون بكل نفوسهم إلى التسليم بأحكام الله وإن خفيت مقصاده كما سلّم إبراهيم الذي فخر الدين الإسلامي به»، وأشاد أيضًا بموقع يسوع وأمه مريم العذراء في الديانة الإسلامية وكذلك بخصوص التطابق تقريبًا في التعاليم حول يوم القيامة من قيامة الموتى ودينونة الله للناس فضلاً عن القواسم المشتركة العديدة في الحياة الأدبيّة والصلاة والصوم والصدقة. ودعت الوثيقة إلى تناسي «المنازعات والعداوات» التي حصلت في الماضي وترسيخ التفاهم من «أجل جميع الناس ولتحقيق العدالة الاجتماعية والقيم الروحية والسلام والحرية».

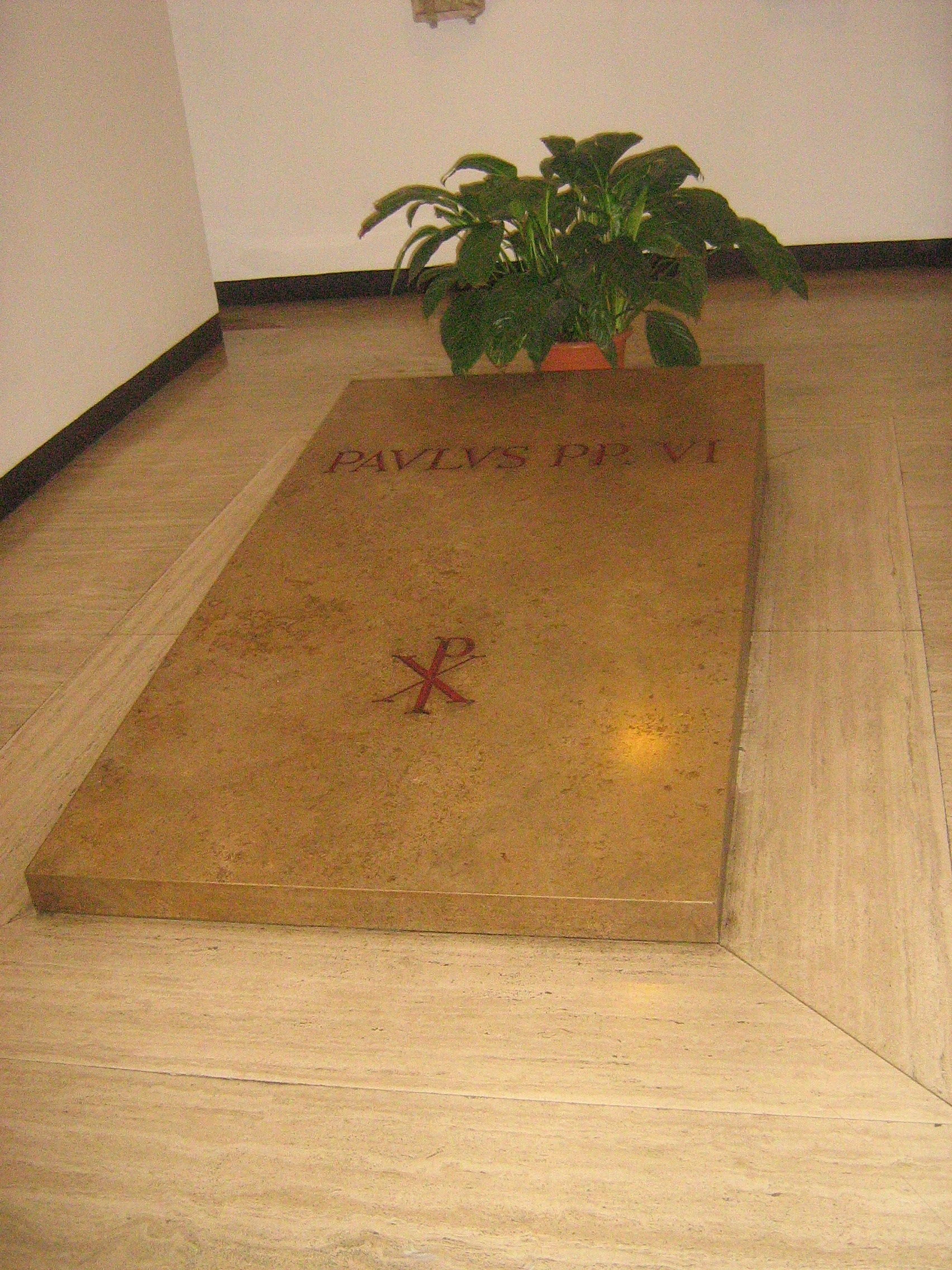
مدفن البابا بولس السادس في سراديب كاتدرائية القديس بطرس.

أنشأ البابا أيضًا المعهد البابوي للدراسات العربية والإسلامية والذي يصدر مجلّة «إسلاميات - مسيحيات» الشهرية التي تنشر أبحاثًا ونصوصًا يعدّها ويكتبها لاهوتيون وفقهاء من المسيحيين والمسلمين، وفي 17 مايو 1964 أسس البابا الأمانة العامة لغير المسيحيين ثم أنشأ أمانة سر خاصة بالمسلمين في 22 نوفمبر 1974 باسم «الأمانة العامة للعلاقات مع المسلمين» والتي نظمت عددًا وافرًا من المؤتمرات واللقاءات سيّما مع جامع الأزهر في مصر ودار الإفتاء اليمنيّة في صنعاء وكذلك مع عدد من هيئات قم الدينية في إيران، كما تم تنشيط العلاقات مع عدد من المنظمات الممثلة للجاليات الإسلامية في أوروبا.
كذلك الأمر مع الديانة اليهودية الذين أشار إليهم المجمع الفاتيكاني الثاني بأنهم يتقاسمون مع المسيحيين «تراثًا مشتركًا حضاريًا وساميًا» ممثلاً بالعهد القديم، كما أقرّ ما نسب لهم من تحمل مسؤولية «دم المسيح» وذلك استنادًا إلى جملة تفاسير لاهوتية وتاريخية لنصوص الكتاب المقدس، فضلاً عن عدم الدمج بين اليهود بأسرهم ومجلس حكماء اليهود والفريسيون عمومًا الذين لعبوا الدور البارز في محاكمة يسوع وفق نصوص العهد الجديد، كما التقى البابا حاخام روما الأكبر وزار إسرائيل غير أنه رفض الاعتراف بها.

## وفاته والتطويب
انتقل البابا من الفاتيكان إلى المقر البابوي الصيفي في كاستيل غاندولفو في 14 يوليو 1978، وزار على الطريق قبر الكاردينال بيزارادو الذي كان قد قدّمه إلى الفاتيكان قبل نصف قرن، وعلى الرغم من المرض أصر البابا على ممارسة جدول أعماله اليومي بالكامل ومنها رؤية ساندرو بيرتيني الرئيس الإيطالي الجديد لأكثر من ساعتين. وفي مساء ذلك اليوم كان البابا يشاهد وثائقيًا عن الحيوانات وكان سعيدًا عندما أرى «الخيول، وهي من أكثر الحيوانات التي خلقها الله جمالاً»، خلال المساء زاد مرض البابا المتمثل بمشاكل في التنفس، وفي اليوم التالي في يوم عيد التجلي أي 6 أغسطس لم يستطع البابا مغادرة فراشه لتلاوة التبشير الملائكي كما كانت العادة. تحسنت صحة البابا عند الظهيرة، وشارك في قداس الأحد من سريره تمام السادسة مساءً بالتوقيت المحلي، لكنه أصيب بعدها بأزمة قلبية حادة تمكن من العيش بعدها ثلاث ساعات وتوفي في الساعة 21:41 ليلاً في كاستل غاندولفو. وقد دفن في كاتدرائية القديس بطرس وكان قد طلب في وصيته أن تحرق جميع أوراقه الخاصة وأن تكون جنازته بسيطة وطلب أن يلغى العرش الجنائزي الذي كان يعدّ للبابوات سابقًا كما طلب أن يدفن في أرض طبيعية، وليس في ضريح خاص.
في 11 مايو 1993 منحه البابا يوحنا بولس الثاني لقب «خادم الله»، وبهذا يكون البابا قد خطا الخطوة الأولى ضمن المراحل الأربعة التي تستلزم إعلانه قديسًا.

## مواقع خارجية
- بولس السادس على موقع IMDb (الإنجليزية)
- بولس السادس على موقع الموسوعة البريطانية (الإنجليزية)
- بولس السادس على موقع مونزينجر (الألمانية)
- بولس السادس على موقع ميوزك برينز (الإنجليزية)
- بولس السادس على موقع إن إن دي بي (الإنجليزية)
- بولس السادس على موقع ديسكوغز (الإنجليزية)
- بولس السادس على موقع قاعدة بيانات الفيلم (الإنجليزية)

- بولس السادس - المركز الفلسطيني للإعلام.
- بولس السادس - الموسوعة العربية المسيحية.
- كيف استقبل الأردن البابا بولس السادس عام 1964؟ - موقع أبونا.
- المجمع الفاتيكاني الثاني نسخة محفوظة 30 يناير 2012 على موقع واي باك مشين. - الموسوعة العربية المسيحية.
- رسائل عامّة - من موقع سلطانة الحبل بلا دنس:
  - إعلان الإنجيل.
  - إيمان شعب الله.
  - ترقي الشعوب.
  - الذكرى الثمانون.
  - في سر القربان الأقدس.
  - في كنيسة المسيح.

| سبقه يوحنا الثالث والعشرون | باباوات الكنيسة الكاثوليكية 1963 - 1978 | تبعه يوحنا بولس الأول |